# Mehmand
Mehmand là một thị trấn thống kê (census town) của quận Bilaspur thuộc bang Chhattisgarh, Ấn Độ.

## Nhân khẩu
Theo điều tra dân số năm 2001 của Ấn Độ, Mehmand có dân số 5765 người. Phái nam chiếm 52% tổng số dân và phái nữ chiếm 48%. Mehmand có tỷ lệ 53% biết đọc biết viết, thấp hơn tỷ lệ trung bình toàn quốc là 59,5%: tỷ lệ cho phái nam là 66%, và tỷ lệ cho phái nữ là 39%. Tại Mehmand, 18% dân số nhỏ hơn 6 tuổi.